# باسيليو كاسيلا
باسيليو كاسيلا هو رسام وسياسي إيطالي، ولد في 2 أكتوبر 1860 في بسكارا في إيطاليا، وتوفي في 24 يوليو 1950 في روما في إيطاليا. انتخب member of the Chamber of Deputies of the Kingdom of Italy ‏ خلال فترته النيابية ‏ (20 أبريل 1929 – 19 يناير 1934).